# (100244) 1994 QB
(100244) 1994 QB es un asteroide perteneciente al cinturón de asteroides, descubierto el 16 de agosto de 1994 por Gordon J. Garradd desde el Observatorio de Siding Spring, Nueva Gales del Sur, Australia.

## Designación y nombre
Designado provisionalmente como 1994 QB.

## Características orbitales
1994 QB está situado a una distancia media del Sol de 3,142 ua, pudiendo alejarse hasta 4,045 ua y acercarse hasta 2,239 ua. Su excentricidad es 0,287 y la inclinación orbital 24,60 grados. Emplea 2034 días en completar una órbita alrededor del Sol.

## Características físicas
La magnitud absoluta de 1994 QB es 14,7. Tiene 6,363 km de diámetro y su albedo se estima en 0,026.